# 日本の事故一覧
日本の事故一覧（にほんのじこいちらん）は、日本国内で発生した事故のうち、特に社会的影響の大きかったものに限り便宜的に記載する。

## 年代

### 18世紀以前
- 1657年3月2日、明暦の大火 - 東京
- 1683年1月25日、天和の大火 - 東京
- 1698年9月6日、勅額火事 - 東京
- 1772年4月1日、明和の大火 - 東京

### 1800年代
- 1806年4月22日、文化の大火 - 東京
- 1886年10月24日、ノルマントン号事件 - 和歌山・三重
- 1890年9月16日、エルトゥールル号遭難事件 - 和歌山
- 1892年11月30日、千島艦事件 - 愛媛

### 1900年代前半
- 1913年10月17日、東岩瀬駅列車正面衝突事故 - 富山
- 1918年3月7日、信越本線熊ノ平駅列車脱線事故 - 群馬
- 1922年2月3日、北陸線列車雪崩直撃事故 - 新潟
- 1923年9月1日、根府川駅列車転落事故 - 神奈川
- 1926年9月23日、山陽本線特急列車脱線事故 - 広島
- 1932年12月16日、白木屋大火 - 東京
- 1934年3月12日、友鶴事件 - 長崎
- 1934年6月29日、駆逐艦深雪衝突沈没事件 - 長崎
- 1935年9月26日、第四艦隊事件 - 岩手
- 1940年1月29日、西成線列車脱線火災事故 - 大阪
- 1943年3月6日、布袋座火災 - 北海道
- 1945年11月6日、第十東予丸沈没事故 - 愛媛
- 1945年11月12日、二又トンネル爆発事故 - 福岡
- 1945年12月9日、せきれい丸沈没事故 - 兵庫
- 1947年2月25日、八高線列車脱線転覆事故 - 埼玉
- 1948年3月31日、近鉄奈良線列車暴走追突事故 - 奈良

- 1951年4月24日、桜木町事故 - 神奈川
- 1952年4月9日、もく星号墜落事故 - 東京
- 1954年1月2日、二重橋事件 - 東京
- 1954年9月26日、洞爺丸事故 - 北海道・青森
- 1954年10月8日、内郷丸遭難事件 - 神奈川
- 1955年2月17日、聖母の園養老院火災 - 神奈川
- 1955年7月28日、橋北中学校水難事件 - 三重
- 1955年5月11日、紫雲丸事故 - 香川
- 1955年5月14日、北上バス転落事故 - 岩手
- 1956年1月1日、弥彦神社将棋倒し事故 - 新潟
- 1956年1月28日、長浜町バス転落事故 - 愛媛
- 1956年10月15日、六軒事故 - 三重
- 1957年4月12日、第五北川丸沈没事故 - 広島
- 1958年1月26日、南海丸遭難事故 - 和歌山
- 1958年8月12日、全日空下田沖墜落事故 - 静岡
- 1959年11月20日、東洋化工爆発事故 - 神奈川
- 1959年12月11日、第二京浜トラック爆発事故 - 神奈川

### 1960年代
- 1960年3月2日、横浜歌謡ショー将棋倒し事故 - 神奈川
- 1960年3月16日、全日空小牧空港衝突事故 - 愛知
- 1961年1月17日、小田急線列車衝突転落事故 - 神奈川・東京
- 1962年5月3日、三河島事故 - 東京
- 1963年1月24日、深川都市ガス爆発事故 - 東京
- 1963年11月9日、国鉄東海道本線列車脱線衝突事故（鶴見事故） - 神奈川
- 1963年11月9日、三井三池三川炭鉱炭じん爆発事故 - 福岡
- 1964年6月11日、昭和電工川崎工場爆発事故 - 神奈川
- 1964年7月14日、品川勝島倉庫爆発火災 - 東京
- 1965年2月14日、全日空貨物機失踪事故 - 静岡
- 1965年10月26日、西宮タンクローリー横転爆発事故 - 兵庫
- 1966年2月4日、全日空羽田沖墜落事故 - 東京
- 1966年3月4日、カナダ太平洋航空402便着陸失敗事故 - 東京
- 1966年3月5日、英国海外航空機空中分解事故 - 静岡
- 1966年3月11日、菊富士ホテル火災 - 群馬
- 1966年8月26日、日本航空羽田空港墜落事故 - 東京
- 1966年9月18日、全日空機鹿児島空港オーバーラン事故 - 鹿児島
- 1966年11月13日、全日空松山沖墜落事故 - 愛媛
- 1967年8月1日、西穂高岳落雷遭難事故 - 長野
- 1967年8月8日、米軍燃料輸送列車事故 - 東京
- 1968年8月18日、飛騨川バス転落事故 - 岐阜
- 1968年11月2日、池之坊満月城火災 - 兵庫
- 1969年2月5日、磐光ホテル火災 - 福島
- 1969年12月14日、全日空機淡路島空中接触事故 - 兵庫

### 1970年代
- 1970年4月8日、天六ガス爆発事故 - 大阪
- 1971年7月3日、ばんだい号墜落事故 - 北海道
- 1971年7月30日、全日空機雫石衝突事故 - 岩手
- 1971年10月25日、近鉄大阪線列車衝突事故 - 三重
- 1971年11月11日、川崎ローム斜面崩壊実験事故 - 神奈川
- 1972年5月13日、千日デパート火災 - 大阪
- 1972年11月6日、北陸トンネル火災事故 - 福井
- 1973年11月29日、大洋デパート火災 - 熊本
- 1973年6月23日、自衛隊機乗り逃げ事件 - 栃木
- 1974年11月9日、第十雄洋丸事件 - 東京
- 1974年12月18日、三菱石油水島重油流出事故 - 岡山
- 1975年1月1日、青木湖バス転落事故 - 長野
- 1975年10月28日、碓氷峠機関車脱線転覆事故 - 群馬
- 1975年12月20日、遠藤事件 - 新潟
- 1976年9月6日、ベレンコ中尉亡命事件 - 北海道
- 1977年9月8日、全日空機大島空港オーバーラン事故 - 東京
- 1977年9月27日、横浜米軍機墜落事件 - 神奈川
- 1979年3月20日、大清水トンネル火災事故 - 群馬
- 1979年7月11日、日本坂トンネル火災事故 - 静岡

### 1980年代
- 1980年8月16日、静岡駅前地下街爆発事故 - 静岡
- 1980年11月20日、川治プリンスホテル火災 - 栃木
- 1981年10月16日、北炭夕張新炭鉱ガス突出事故 - 北海道
- 1982年2月8日、ホテルニュージャパン火災 - 東京
- 1982年2月9日、日本航空羽田空港沖墜落事故 - 東京
- 1983年2月21日、蔵王観光ホテル火災 - 山形
- 1983年11月22日、つま恋ガス爆発事故 - 静岡
- 1984年10月19日、西明石駅列車脱線事故 - 兵庫
- 1984年11月16日、世田谷局ケーブル火災 - 東京
- 1985年1月28日、犀川スキーバス転落事故 - 長野
- 1985年3月9日、九重バス事故 - 大分
- 1985年8月12日、日本航空123便墜落事故 - 群馬
- 1986年2月11日、ホテル大東館火災 - 静岡
- 1986年6月16日、海洋調査船へりおす遭難事故 - 福島
- 1986年12月28日、余部鉄橋列車転落事故 - 兵庫
- 1987年5月26日、大井火力発電所爆発事故 - 東京
- 1987年7月23日、1987年7月23日首都圏大停電 - 東京
- 1988年5月30日、全日空訓練機下地島離陸失敗事故 - 沖縄
- 1988年7月23日、なだしお事件 - 神奈川
- 1989年7月26日、玉川岩盤崩落事故 - 福井
- 1989年8月2日、山下公園花火大会爆発事故 - 神奈川

### 1990年代
- 1990年3月18日、長崎屋尼崎店火災 - 兵庫
- 1990年7月6日、神戸高塚高校校門圧死事件 - 兵庫
- 1990年8月23日、エスビー食品陸上競技部員交通死亡事故 - 北海道
- 1991年3月14日、広島新交通システム橋桁落下事故 - 広島
- 1991年5月14日、信楽高原鐵道列車衝突事故 - 滋賀
- 1991年9月19日、国分川分水路トンネル水没事故 - 千葉
- 1992年3月8日、瀬戸内海サメ騒動 - 愛媛
- 1992年3月17日、関係車両186台による多重事故 - 北海道
- 1993年4月18日、日本エアシステム451便着陸失敗事故 - 岩手
- 1994年4月26日、中華航空140便墜落事故 - 愛知
- 1994年5月26日、JR貸切バス事故 - 千葉
- 1994年7月21日、日蓮正宗住職交通事故死事件 - 北海道
- 1995年12月17日、三島駅乗客転落事故 - 静岡
- 1996年2月10日、豊浜トンネル岩盤崩落事故 - 北海道
- 1996年6月13日、福岡空港ガルーダ航空機離陸事故 - 福岡
- 1997年1月2日、ナホトカ号重油流出事故 - 福井
- 1997年11月28日、隼ちゃん事件 - 東京
- 1997年12月16日、ポケモンショック - 全国
- 1999年8月14日、玄倉川水難事故 - 神奈川
- 1999年9月14日、旦過市場火災（1999年） - 福岡
- 1999年9月30日、東海村JCO臨界事故 - 茨城
- 1999年11月22日、T-33A入間川墜落事故 - 埼玉
- 1999年11月28日、東名高速飲酒運転事故 - 東京

### 2000年代
- 2000年3月8日、営団日比谷線脱線衝突事故 - 東京
- 2000年4月9日、小池大橋飲酒運転事故 - 神奈川
- 2000年6月10日、日進化工群馬工場爆発事故 - 群馬
- 2000年6月28日、C-1隠岐諸島沖墜落事故 - 島根
- 2000年7月4日、ブルーインパルス牡鹿半島墜落事故 - 宮城
- 2000年12月17日・2001年6月24日、京福電気鉄道越前本線列車衝突事故 - 福井
- 2001年1月26日、新大久保駅乗客転落事故 - 東京
- 2001年5月19日、桑名市空中衝突事故 - 三重
- 2001年7月21日、明石花火大会歩道橋事故 - 兵庫
- 2001年9月1日、歌舞伎町ビル火災 - 東京
- 2002年1月10日、横浜母子3人死傷事故 - 神奈川
- 2002年1月21日、全日空391便函館空港着陸失敗事故 - 北海道
- 2002年10月1日、三菱重工業長崎造船所火災 - 長崎
- 2003年1月27日、全日空機成田空港オーバーラン事故 - 千葉

- 2003年7月2日・7月6日、玄界灘海難事故 - 福岡
- 2003年8月26日、朱鷺メッセ連絡通路崩壊事故 - 新潟
- 2004年1月11日、埼玉川島町体験スカイダイビング墜落事故 - 埼玉
- 2004年7月30日、九十九里いわし博物館ガス爆発事故 - 千葉
- 2004年8月9日、美浜発電所蒸気噴出事故 - 福井
- 2004年8月13日、沖国大米軍ヘリ墜落事件 - 沖縄
- 2004年10月23日、上越新幹線脱線事故 - 新潟
- 2005年1月15日、ナショナルFF式石油温風機事故 - 福島
- 2005年3月2日、土佐くろしお鉄道宿毛駅衝突事故 - 高知
- 2005年3月15日、東武伊勢崎線竹ノ塚駅踏切死傷事故 - 東京
- 2005年4月18日、東京ジョイポリス転落死亡事故 - 東京
- 2005年4月25日、JR福知山線脱線事故 - 兵庫
- 2005年5月22日、多賀城市RV車飲酒運転事故 - 宮城
- 2005年11月27日、パロマ湯沸器死亡事故 - 東京
- 2005年12月22日、新潟大停電 - 新潟
- 2005年12月25日、JR羽越本線脱線事故 - 山形
- 2006年3月3日、高知白バイ衝突事故 - 高知
- 2006年6月3日、シンドラーエレベータ死亡事故 - 東京
- 2006年7月31日、ふじみ野市立大井プール死亡事故 - 埼玉
- 2006年8月14日、2006年8月14日首都圏停電 - 東京
- 2006年8月25日、福岡海の中道大橋飲酒運転事故 - 福岡
- 2006年9月17日、JR日豊本線脱線転覆事故 - 宮崎
- 2006年11月7日、北海道佐呂間町竜巻災害 - 北海道
- 2007年1月19日、北見市都市ガス漏れ事故 - 北海道
- 2007年3月13日、全日空機高知空港胴体着陸事故 - 高知
- 2007年5月5日、エキスポランド風神雷神II脱輪事故 - 大阪
- 2007年6月19日、渋谷温泉施設爆発事故 - 東京
- 2007年8月20日、チャイナエアライン120便炎上事故 - 沖縄
- 2007年10月27日、大阪航空堺市墜落事故 - 大阪
- 2008年1月5日、岡山地底湖行方不明事故 - 岡山
- 2008年2月19日、イージス艦衝突事故 - 千葉
- 2008年4月11日、脱輪タイヤ衝突バス事故 - 静岡
- 2008年7月28日、都賀川水難事故 - 兵庫
- 2008年8月3日、熊野町ジャンクション火災事故 - 東京
- 2008年8月3日、東京ビッグサイトエスカレーター逆走事故 - 東京
- 2009年1月1日、八戸地域大規模断水事故 - 青森
- 2009年3月23日、フェデックス・エクスプレス80便着陸失敗事故 - 千葉
- 2009年7月16日、トムラウシ山遭難事故 - 北海道

### 2010年代
- 2010年6月18日、浜名湖ボート転覆事故 - 静岡
- 2010年8月18日、佐柳島沖海保ヘリ墜落事故 - 香川
- 2010年12月8日、四日市瞬時電圧低下事故 - 三重
- 2011年1月30日、スピニングコースター舞姫転落事故 - 東京
- 2011年3月11日、福島第一原子力発電所事故 - 福島
- 2011年4月18日、鹿沼市クレーン車暴走事故 - 栃木
- 2011年4月21日、ユッケ集団食中毒事件 - 富山・福井・石川・神奈川
- 2011年5月27日、石勝線特急列車脱線火災事故 - 北海道
- 2011年8月4日、セシウムさん騒動 - 愛知
- 2011年8月17日、天竜川川下り船転覆死亡事故 - 静岡
- 2011年9月6日、全日空140便急降下事故 - 和歌山
- 2012年2月7日、倉敷海底トンネル事故 - 岡山
- 2012年4月12日、京都祇園軽ワゴン車暴走事故 - 京都
- 2012年4月22日、三井化学岩国大竹工場爆発事故 - 山口
- 2012年4月23日、亀岡暴走事故 - 京都
- 2012年4月29日、関越自動車道高速バス居眠り運転事故 - 群馬
- 2012年5月4日、白馬岳大量遭難事故 - 長野
- 2012年5月13日、福山ホテル火災 - 広島
- 2012年5月24日、南魚沼市トンネル爆発事故 - 新潟
- 2012年9月29日、日本触媒姫路製造所爆発事故 - 兵庫
- 2012年12月2日、笹子トンネル天井板落下事故 - 山梨
- 2012年12月25日、東広島トレーラー鉄板落下死亡事故 - 広島
- 2013年8月15日、福知山花火大会露店爆発事故 - 京都
- 2013年10月1日、JR横浜線川和踏切死傷事故 - 神奈川
- 2013年10月11日、福岡市整形外科医院火災 - 福岡
- 2013年11月23日、真砂岳雪崩遭難事故 - 富山
- 2014年1月9日、三菱マテリアル四日市工場爆発事故 - 三重
- 2014年1月15日、おおすみ衝突事故 - 広島
- 2014年2月15日、東急東横線列車衝突事故 - 神奈川
- 2014年2月23日、京浜東北線列車脱線事故 - 神奈川
- 2014年3月30日、沖ノ鳥島港湾工事事故 - 東京
- 2014年6月24日、池袋暴走事故 (2014年) - 東京
- 2015年1月31日、国道473号原田橋崩落事故 - 静岡
- 2015年2月12日、OH-6DAえびの墜落事故 - 宮崎
- 2015年2月17日、札幌かに本家看板落下事故 - 北海道
- 2015年4月14日、アシアナ航空162便着陸失敗事故 - 広島
- 2015年5月17日、川崎市簡易宿泊所火災 - 神奈川
- 2015年6月6日、砂川市一家5人死傷事故 - 北海道
- 2015年7月26日、調布市PA-46墜落事故 - 東京
- 2015年7月31日、さんふらわあだいせつ火災事故 - 北海道
- 2015年8月16日、池袋暴走事故 (2015年) - 東京
- 2015年12月23日、浦和乗用車暴走事故 - 埼玉
- 2016年1月15日、軽井沢スキーバス転落事故 - 長野
- 2016年2月25日、梅田乗用車暴走事故 - 大阪
- 2016年3月17日、八本松トンネル火災事故 - 広島
- 2016年4月6日、U-125御岳墜落事故 - 鹿児島
- 2016年4月22日、新名神高速道路有馬川橋橋桁落下事故 - 兵庫
- 2016年5月4日、邑南町落石事故 - 島根
- 2016年10月12日、新座洞道火災事故 - 埼玉
- 2016年11月6日、日本工業大学作品火災事故 - 東京
- 2016年11月8日、博多駅前道路陥没事故 - 福岡
- 2016年12月22日、糸魚川市大規模火災 - 新潟
- 2016年12月31日、横須賀立体駐車場ワゴン車転落事故 - 神奈川
- 2017年3月5日、長野防災ヘリコプター墜落事故 - 長野
- 2017年3月27日、那須雪崩事故 - 栃木
- 2017年4月24日、箱崎ふ頭貨物船火災沈没事故 - 福岡
- 2017年6月3日、新中央航空セスナ172P墜落事故 - 富山
- 2017年6月5日、東名高速夫婦死亡事故 - 神奈川
- 2017年12月11日、のぞみ34号重大インシデント - 愛知
- 2017年12月17日、大宮風俗ビル火災 - 埼玉
- 2018年1月9日、前橋乗用車暴走事故 - 群馬
- 2018年2月1日、生野区聴覚障害女児死亡事故 - 大阪
- 2018年2月5日、AH-64D神埼墜落事故 - 佐賀
- 2018年4月11日、湯島聖堂案内板倒壊事故 - 東京
- 2018年6月18日、高槻市小学校ブロック塀倒壊事故 - 大阪
- 2018年7月6日、朝日アルミ産業爆発事故 - 岡山
- 2018年7月26日、多摩テクノロジービルディング建設現場火災 - 東京
- 2018年8月10日、群馬防災ヘリコプター墜落事故 - 群馬
- 2018年9月4日、関西国際空港連絡橋タンカー衝突事故 - 大阪
- 2018年9月8日、千葉市若葉区トレーラー横転死亡事故 - 千葉
- 2018年12月16日、札幌不動産仲介店舗ガス爆発事故 - 北海道
- 2018年12月29日、津市5人死傷事故 - 三重
- 2019年4月19日、池袋暴走事故 (2019年) - 東京
- 2019年5月8日、大津園児死傷事故 - 滋賀
- 2019年6月1日、金沢シーサイドライン新杉田駅逆走事故 - 神奈川
- 2019年6月4日、早良区乗用車暴走事故 - 福岡
- 2019年7月6日、高槻市倉庫爆発事故 - 大阪
- 2019年7月20日、虹の松原倒木死亡事故 - 佐賀
- 2019年8月15日、としまえんの水上設置遊具による溺水事故 - 東京
- 2019年9月2日、神戸トラック暴走事故 - 兵庫
- 2019年9月5日、京急電鉄列車脱線事故 - 神奈川
- 2019年9月9日、市原ゴルフガーデン鉄柱倒壊事故 - 千葉
- 2019年9月15日、京阪電車守口市駅爆竹事件 - 大阪
- 2019年10月31日、首里城火災 - 沖縄
- 2019年12月17日、首都高速湾岸線川崎航路トンネル内多重衝突事故 - 神奈川

### 2020年代
- 2020年2月5日、逗子斜面崩落事故 - 神奈川
- 2020年7月30日、郡山飲食店ガス爆発事故 - 福島
- 2020年9月6日、猪苗代湖ボート死傷事故 - 福島
- 2020年10月18日、調布市住宅地陥没事故 - 東京
- 2020年11月19日、与島沖旅客船沈没事故 - 香川
- 2021年1月4日、渋谷タクシー暴走事故 - 東京
- 2021年2月11日、浦添ダンプ暴走死傷事故 - 沖縄
- 2021年2月21日、足利市山林火災 - 栃木
- 2021年5月26日、紋別港沖第八北幸丸衝突転覆事故 - 北海道
- 2021年5月27日、白虎沈没事故 - 愛媛
- 2021年6月28日、八街児童死傷事故 - 千葉
- 2021年7月15日、紀ノ川大橋乗用車暴走事故 - 和歌山
- 2021年7月24日、福島県いわき市6人死傷事故 - 福島
- 2021年7月29日、中間市保育園バス5歳児死亡事件 - 福岡
- 2021年9月11日、千代田区タクシー暴走事故 - 東京
- 2021年11月28日、博多港貨物船防波堤衝突事故 - 福岡
- 2022年1月12日、渋川市タイヤ脱輪事故 - 群馬
- 2022年1月31日、飛行教導群F-15墜落事故 - 石川
- 2022年3月16日、東北新幹線脱線事故 - 宮城
- 2022年3月24日、瑞穂区女児2人死傷事故 - 愛知
- 2022年4月19日・8月10日、旦過市場火災（2022年） - 福岡
- 2022年4月23日、知床遊覧船沈没事故 - 北海道
- 2022年5月2日、十津川村トンネル死傷事故 - 奈良
- 2022年8月22日、名古屋高速バス横転炎上事故 - 愛知
- 2022年9月5日、牧之原幼稚園バス3歳女児死亡事件 - 静岡
- 2022年10月13日、静岡観光バス横転事故 - 静岡
- 2022年11月19日、福島暴走5人死傷事故 - 福島
- 2022年12月27日、堺市飲酒運転死亡事故 - 大阪
- 2023年1月2日、郡山市一家4人死亡事故 - 福島
- 2023年1月10日、護衛艦いなづま座礁事故 - 山口
- 2023年2月2日、来島海峡貨物船衝突事故 - 愛媛
- 2023年3月20日、大阪府生野区タクシー暴走事故 - 大阪
- 2023年3月28日、保津川川下り船転覆死亡事故 - 京都
- 2023年4月6日、宮古島沖陸自ヘリ航空事故 - 沖縄
- 2023年4月16日、相模原キャンプ場倒木死亡事故 - 神奈川
- 2023年4月16日、大阪府堺市だんじり転倒事故 - 大阪
- 2023年4月18日、海上保安庁訓練機不時着事故 - 大分
- 2023年5月19日、常総市トレーラー横転死亡事故 - 茨城
- 2023年5月24日、福岡バーベキュー死傷事故 - 福岡
- 2023年6月18日、八雲町都市間高速バス正面衝突事故 - 北海道
- 2023年7月6日、国道1号静清バイパス橋桁落下事故 - 静岡
- 2023年7月14日、ウォーターボム2023大阪会場リハーサル事故 - 大阪
- 2023年8月5日、JR東海道線電柱衝突事故 - 神奈川
- 2023年8月24日、紀伊水道いずみ丸転覆事故 - 和歌山
- 2023年9月5日、尼子山トンネル火災事故 - 兵庫
- 2023年9月19日、八重洲ビル建設現場鉄骨落下事故 - 東京
- 2023年11月3日、伊豆の国例大祭山車横転事故 - 静岡
- 2023年11月14日、札幌市西区タイヤ脱輪事故 - 北海道
- 2023年11月19日、金沢競馬場走路照明消灯事故 - 石川
- 2023年11月29日、屋久島沖米軍オスプレイ墜落事故 - 鹿児島
- 2023年12月12日、壱岐沖旅客船漂流事故 - 長崎
- 2023年12月26日、杉並区乗用車暴走事故 - 東京
- 2023年12月30日、羽曳野市大規模火災 - 大阪
- 2024年1月2日、羽田空港地上衝突事故 - 東京
- 2024年1月3日、鳥町食道街火災 - 福岡
- 2024年1月31日、武豊火力発電所爆発事故 - 愛知
- 2024年2月15日、鏡石町自動車暴走事故 - 福島
- 2024年2月25日、東大寺乗用車暴走事故 - 奈良
- 2024年4月3日、宮崎市サッカーグラウンド落雷事故 - 宮崎
- 2024年4月5日、行田市乗用車暴走事故 - 埼玉
- 2024年4月20日、伊豆諸島沖海自ヘリ墜落事故 - 東京
- 2024年5月6日、伊勢崎市飲酒運転事故 - 群馬
- 2024年5月14日、首都高3人死亡事故 - 埼玉
- 2024年5月19日、下呂温泉街火災 - 岐阜
- 2024年6月17日、大阪府淀川区タクシー暴走事故 - 大阪
- 2024年7月19日、石狩新港バイオマス発電所爆発事故 - 北海道
- 2024年7月22日、東海道新幹線保守車両衝突事故 - 愛知
- 2024年7月24日、東海汽船ジェット船漂流事故 - 東京
- 2024年8月2日、本牧ふ頭コンテナ落下死亡事故 - 神奈川
- 2024年9月12日、長堀抽水所爆発事故 - 大阪
- 2024年9月14日、道央自動車道高速バス炎上事故 - 北海道
- 2024年9月19日、東北新幹線車両分離インシデント (2024年) - 宮城
- 2024年9月21日、高知東部自動車道正面衝突事故 - 高知
- 2024年9月26日、広島市西区道路陥没事故 - 広島
- 2024年10月2日、宮崎空港不発弾爆発事故 - 宮崎
- 2024年10月4日、いすみ鉄道いすみ線脱線事故 - 千葉
- 2024年11月10日、瀬戸大橋線架線切断事故 - 香川
- 2024年11月11日、鹿児島市乗用車暴走事故 - 鹿児島
- 2024年11月12日、安佐南区ダンプ暴走死傷事故 - 広島
- 2024年11月24日、臼杵市八町大路火災 - 大分
- 2025年1月21日、新世界商店街ビル火災 - 大阪
- 2025年1月22日、郡山駅飲酒運転死亡事故 - 福島
- 2025年1月25日、JR七尾線火災事故 - 石川
- 2025年1月28日、埼玉県八潮市道路陥没事故 - 埼玉
- 2025年2月15日、佐世保市県道11号橋桁落下事故 - 長崎
- 2025年2月26日、大船渡市山林火災 - 岩手
- 2025年3月6日、東北新幹線車両分離インシデント (2025年) - 東京
- 2025年3月22日、御浜町観光バス衝突事故 - 三重
- 2025年3月24日、浜松市児童4人死傷事故 - 静岡
- 2025年3月25日、熊本市電追突事故 - 熊本
- 2025年3月27日、秋田書店旧本社ビル火災 - 東京
- 2025年4月5日、小仏トンネル観光バス追突事故 - 東京
- 2025年4月6日、長崎医療搬送用ヘリ不時着水事故 - 長崎
- 2025年4月26日、東北自動車道逆走事故 - 栃木
- 2025年4月27日、長野市タイヤ脱輪事故 - 長野
- 2025年5月14日、T-4練習機入鹿池墜落事故 - 愛知
- 2025年5月19日、札幌ススキノ飲食店爆発事故 - 北海道
- 2025年5月21日、長野電鉄長野線障害物衝突死傷事故 - 長野
- 2025年5月27日、江戸川区住宅街ガス爆発事故 - 東京
- 2025年7月14日、徳島自動車道高速バス正面衝突事故 - 徳島
- 2025年8月18日、道頓堀ビル火災 - 大阪